# Giorgio Galimberti
Giorgio Galimberti (ur. 5 września 1976 w Mediolanie) – włoski tenisista.

## Kariera tenisowa
Karierę zawodową Galimberti rozpoczął w 1995 roku, a zakończył w 2007 roku. W grze pojedynczej wygrał trzy turnieje kategorii ATP Challenger Tour.
W grze podwójnej zwyciężył w jednym turnieju rangi ATP World Tour oraz osiągnął dwa finały.
W reprezentacji Włoch w Pucharze Davisa startował w latach 2001–2006, rozgrywając w grze pojedynczej jedenaście meczów, z których siedem wygrał oraz cztery w deblu, z których w dwóch triumfował.
W rankingu gry pojedynczej Galimberti najwyżej był na 115. miejscu (5 maja 2003), a w klasyfikacji gry podwójnej na 65. pozycji (6 czerwca 2005).

### Finały w turniejach ATP World Tour
| Legenda                       |
| Wielki Szlem                  |
| Tennis Masters Cup            |
| ATP Masters Series            |
| Igrzyska olimpijskie          |
| ATP International Series Gold |
| ATP International Series      |

#### Gra podwójna (1–2)
| Końcowy wynik | Nr | Data            | Turniej  | Nawierzchnia    | Partner           | Przeciwnicy                           | Wynik finału        |
| ------------- | -- | --------------- | -------- | --------------- | ----------------- | ------------------------------------- | ------------------- |
| Finalista     | 1. | 14 czerwca 1998 | Bolonia  | Ceglana         | Massimo Valeri    | Brandon Coupe Paul Rosner             | 6:7, 3:6            |
| Finalista     | 2. | 15 lutego 2004  | Mediolan | Dywanowa (hala) | Daniele Bracciali | Jared Palmer Pavel Vízner             | 4:6, 4:6            |
| Zwycięzca     | 1. | 6 lutego 2005   | Mediolan | Dywanowa (hala) | Daniele Bracciali | Arnaud Clément Jean-François Bachelot | 6:7(8), 7:6(6), 6:4 |